# محمد المفرح (ممثل)
محمد المفرح (20 مايو 1945 - 23 يناير 2018)، ممثل ومنتج ومؤلف و مخرج سعودي، اشتهر باسم «أبو مسامح» بعدد من الأعمال الذي شارك بها.

## حياته
كانت بدايته في الإذاعة عام 1964، وعند انطلاق البث التجريبي للتلفزيون السعودي عام 1965 قدّم العديد من الأعمال. وحصل على دبلوم من «المعهد العالي للفنون المسرحية» عام 1968 في مصر، وكان يعمل في نفس الوقت موظف بوزارة الصحة وقدّم استقالته عام 1975 ليحترف التمثيل بعدها.

## أعماله

### من المسلسلات
- أيام لا تنسى
- أبجد هوز.
- الساكنات في قلوبنا.
- عائلة فوق تنور ساخن.
- فارس من الجنوب.
- حامض حلو.
- بنت البادية.
- العم معروف.
- ألم وحرمان.
- الأسرة المسلمة.
- رحاب والأمل.
- أبو مسامح في فندق السامرين.
- حكاية مثل.
- شمعة تحترق.
- الجفاف يقتل الندى.
- سهرات أبو مسامح أيام زمان.
- الشاطر حسن.
- دمعة ندم.
- أمثال شعبية.
- بخيل مع مرتبة الشرف.
- كريم سبلا.
- دنيا دروب.
- صور من الحياة.
- لوحة شرف.
- سكرتير في البيت.
- بيني وبينك 4
- الخادمة.
- طاش 17.
- طاش 18.
- أيام وليالي
- طالع نازل.
- من الاخر.
- هوامير الصحراء 4
- السلطانه
- حصاد الزمن
- بين ليلة وضحاها

### من المسرحيات
- المحسن.[4]
- بخور وكوالالمبور.[5]
- طار و طبل.

## وفاته
توفي في يوم الثلاثاء 6 جمادى الأولى 1439 هـ الموافق 23 يناير 2018، على إثر ألم حاد مفاجئ في الكبد والرئة.

## روابط خارجية
- محمد المفرح على موقع قاعدة بيانات الأفلام العربية